# Satchelliella pyrenaica
Satchelliella pyrenaica är en tvåvingeart som beskrevs av Vaillant 1981. Satchelliella pyrenaica ingår i släktet Satchelliella och familjen fjärilsmyggor. Inga underarter finns listade i Catalogue of Life.